# Episodi di Guardia costiera (quattordicesima stagione)
La quattordicesima stagione della serie televisiva Guardia costiera è stata trasmessa in anteprima in Germania dalla ZDF tra il 13 ottobre 2010 e il 6 aprile 2011.
| nº | Titolo originale             | Titolo italiano          | Prima TV Germania | Prima TV Italia |
| -- | ---------------------------- | ------------------------ | ----------------- | --------------- |
| 1  | U 32 antwortet nicht         | U32 non risponde         | 13 ottobre 2010   |                 |
| 2  | Geisterschiff                | Nave fantasma            | 20 ottobre 2010   |                 |
| 3  | Gefangen in der Hölle        | Prigionieri nell'inferno | 27 ottobre 2010   |                 |
| 4  | Der Feind im Dunkeln         | Il nemico nel buio       | 3 novembre 2010   |                 |
| 5  | Ein verhängnisvolles Angebot | Offerta fatale           | 10 novembre 2010  |                 |
| 6  | Abgezockt                    | Raggirato                | 17 novembre 2010  |                 |
| 7  | Gefährliches Schweigen       | Silenzio pericoloso      | 24 novembre 2010  |                 |
| 8  | Gierig                       | Avido                    | 1º dicembre 2010  |                 |
| 9  | Claras Traum                 | Il sogno di Clara        | 8 dicembre 2010   |                 |
| 10 | Der namenlose Seemann        | Il marinaio senza nome   | 15 dicembre 2010  |                 |
| 11 | Um jeden Preis               | Ad ogni costo            | 22 dicembre 2010  |                 |
| 12 | Am Abgrund                   | Sull'orlo del baratro    | 29 dicembre 2010  |                 |
| 13 | Alles oder nichts            | Tutto o niente           | 5 gennaio 2011    |                 |
| 14 | Ein tödliches Spiel          | Gioco mortale            | 12 gennaio 2011   |                 |
| 15 | Der Neue                     | Il nuovo arrivato        | 26 gennaio 2011   |                 |
| 16 | Aufgespürt                   | Rintracciata             | 19 gennaio 2011   |                 |
| 17 | Ruf aus der Vergangenheit    |                          | 2 febbraio 2011   |                 |
| 18 | Letzte Warnung               | Ultimo avviso            | 9 febbraio 2011   |                 |
| 19 | Tödlicher Ausflug            | Gita mortale             | 16 febbraio 2011  |                 |
| 21 | Logbuch der Lügen            | Il grande inganno        | 23 febbraio 2011  |                 |
| 22 | Der verlorene Sohn           | Il figlio perduto        | 2 marzo 2011      |                 |
| 23 | Eiskalte Engel               | L'angelo crudele         | 9 marzo 2011      |                 |
| 24 | Gefährlicher Handel          | Commercio pericoloso     | 15 marzo 2011     |                 |
| 25 | In den Fängen der Macht      | Nella rete del potere    | 23 marzo 2011     |                 |
| 26 | Falsches Vertrauen           | Falsa fiducia            | 30 marzo 2011     |                 |
| 27 | Im Fadenkreuz                | Nel mirino               | 6 aprile 2011     |                 |